# 小林政夫
小林 政夫（こばやし まさお、1914年2月16日 - 2000年9月15日）は、日本の実業家、政治家。日東製網社長、参議院議員（1期）、福山商工会議所会頭などを歴任した。孫に衆議院議員の小林史明がいる。

## 人物
広島県福山町（現・福山市西町）に生まれる。1931年（昭和6年）、広島県立福山誠之館中学校（現・広島県立福山誠之館高等学校）卒業。1938年（昭和13年）に東京商科大学（現・一橋大学）を卒業。
三洋証券社長の土屋陽三郎、新日本証券社長の鷹尾寛、東京銀行頭取の横山宗一、鹿島建設副会長の原明太郎、マツダ会長の岩沢正二、丸井今井社長の今井道雄、三井不動産社長の坪井東、一橋大学学長の小泉明らとともに大学の同期会を結成。
大学卒業後日本製網株式会社（現・日東製網）に入社。1942年（昭和17年）9月、日本製網造機福山工場長に就任。1944年（昭和19年）7月、福山製機と合併し社名変更した日本造機製網の社長に就任。1948年（昭和23年）11月、日本造機製網はふしなし魚網を吸収合併、社名を日本製網に変更。
1950年（昭和25年）6月4日に行われた第2回参議院議員通常選挙に全国区から立候補し初当選した。参議院では院内会派である緑風会に所属した。1956年（昭和31年）の第4回参院選で落選。
1962年（昭和37年）2月、広島テレビ放送の取締役に就任。1966年（昭和41年）11月から1991年（平成3年）11月まで福山商工会議所会頭を務めた。
広島大学水畜産学部が福山市から撤収することが決まると、4年制大学の設立に奔走。1975年（昭和50年）1月に福山大学ならびに学校法人福山大学の設置認可が下り、同大学法人理事に就任。 
1997年（平成9年）8月、日東製網代表取締役会長に就任。
2000年（平成12年）9月15日没。

## 栄典
- 1964年（昭和39年） 紺綬褒章
- 1981年（昭和56年） 藍綬褒章
- 1989年（平成元年） 勲二等瑞宝章
- 2000年（平成12年） 従四位